# ヨーロッパケナガイタチ
ヨーロッパケナガイタチ (Mustela putorius) は、ユーラシア西部と北アフリカに分布するイタチ科イタチ属の種。体色は一般的に濃い茶色で、下腹部が薄く、顔全体に暗色の部分がある。時折、アルビノ、白変種、イザベラ変種、黄変種、アメラニズム、赤変種などの突然変異を生じる。

## 形態
頭胴長（体長）オス35 - 46センチメートル、メス29 - 34センチメートル。尾長オス11.5 - 19センチメートル、メス8.5 - 12.3センチメートル。体重500 - 1500グラム。毛衣は黒褐色から黒色で、下毛はクリーム色。冬毛は厚みがあり、きめ細やかで光沢をもつが、夏になると抜け落ちて退色する。顔面には黒いマスク模様があり、耳と目の間に白灰色の斑点がある。尾は黒い。
他のイタチ属の種に比べて短く、コンパクトな体形であり、頭蓋骨と歯はより堅牢で、逆に敏捷性には劣る。縄張りのマーキングのため、特有の悪臭がする液体を分泌する特徴があることでよく知られている。

## 分類
ヨーロッパケナガイタチは中期更新世の西ヨーロッパに起源を発する。現存する最も近縁な種はステップケナガイタチ（Mustela eversmanii）、クロアシイタチ（Mustela nigripes）、ヨーロッパミンク（Mustela lutreola）である。ヨーロッパケナガイタチおよびステップケナガイタチとの交配種は繁殖力のある子を産むことができるが、ヨーロッパミンクとの交配種は不稔になる傾向があり、サイズが大きくなることと高価な毛皮によって親の種とは区別される。

## 生態
森林や沼地、農地などに生息し、都市部でも見られる。餌となる動物がいる茂みの多い環境を好む。単独で生活し、100 - 2500ヘクタールの行動圏を持つ。夜行性。岩の割れ目や、アナウサギやアナグマ類が掘った穴を巣穴として利用する。おもに地上で活動するが、木に登ることもある。
他のイタチ類より縄張り性が弱く、同性の個体としばしば縄張りを共有する。5月から6月にかけて繁殖する。他のイタチ類と同様に、一夫多妻制で、交尾後に妊娠し、誘発排卵はない。妊娠期間は42日で、1回に2 - 12頭（平均3 - 7頭）の幼獣を産む。授乳期間は生後1か月。生後3か月で独り立ちし、生後1年で性成熟する。寿命は野生化で5 - 6年、飼育下では最大14年に達する。食物は小型齧歯類、鳥類、両生類、爬虫類である。脳を歯で突き刺して獲物を麻痺させ、生きたまま巣穴に保管し、将来への蓄えとする。

## 人間との関係
本種を家畜化したものがフェレットである。家畜化は2,000年前に起こったとされ、目的は狩りによるネズミなどの防除である。一方で、本種は歴史的に人間によって否定的に見られてきた面もある。特に英国では、ヨーロッパケナガイタチは職業狩猟者によって迫害された。初期の英文学では乱交の代名詞になった。現代においても、ヨーロッパケナガイタチは英国の他の珍しい哺乳類と比較して大衆文化の中にはほとんど現れず、一部の農村地域では、その行動に対する誤解が依然として残っている。
本種は分布も広く、数も多いことから、2008年以来、レッドリストの低危険種である。

## 文献
- Harris, S. & Yalden, D. (2008). Mammals of the British Isles (Fourth Revised ed.). Mammal Society. ISBN 978-0-906282-65-6
- Johnston, H. H. (1903). British mammals; an attempt to describe and illustrate the mammalian fauna of the British islands from the commencement of the Pleistocene period down to the present day. London: Hutchinson
- Heptner, V. G. & Sludskii, A. A. (2002). “Forest, or Black, Polecat”. Mammals of the Soviet Union. ((Volume II, part 1b, Carnivores (Mustelidae and Procyonidae) )). Washington, D.C.: Smithsonian Institution Libraries and National Science Foundation. pp. 1107–1133. ISBN 90-04-08876-8